# Хаддад, Ивонн
Ивонн Язбек Хаддад (араб. إيفون يزبك حداد‎; род. 23 марта 1935 год, Александретта, Французская Сирия) — американская учёная сирийского происхождения, эмерит истории ислама и христианско-мусульманских отношений в Центре мусульманско-христианского взаимопонимания принца Альвалида бин Талала в школе дипломатической службы Уолша Джорджтаунского университета.

## Биография
Ивонн Язбек Хаддад родилась 23 марта 1935 года в Александретте. Получила степень бакалавра в Бейрутском колледже для женщин, после чего в 1963 году иммигрировала в США. В 1966 году окончила Бостонский университет по программе магистратуры «Религиозное образование и развитие лидерских качеств», в 1971 году получила степень магистра сравнительной истории в Висконсинском университете в Мадисоне. В 1979 году окончила Хартфордскую семинарию со степенью доктора философии по экономическому, политическому развитию и исламскому наследию.
Сперва преподавала историю ислама в Массачусетском университете в Амхерсте, где была профессором истории, позже перешла в Джорджтаунский университет. В 1990 году была президентом Ассоциации ближневосточных исследований. Вместе с Джоном Эспозито и другими профессорами Джорджтаунского университета была включена в книгу Дэвида Горовица 2006 года «Профессора: 101 самый опасный академик в Америке».
Будучи пресвитерианкой, занимается изучением современного ислама, интеллектуальной, социальной и политической истории арабского мира, ислама на Западе, взаимоотношений гендера и ислама и исламских революционных движений. Называется «лучшим специалистом в области изучения мусульман в Америке» и «выдающимся толкователем исламского опыта в Соединённых Штатах». Она является ведущей фигурой в среде исследователей, которые рассматривают ключевую проблему для мусульман в США как конфликт между традиционными исламскими ценностями и интеграцией в американское общество.